# Якша
Я́кша (санскр. यक्ष, IAST: yakṣa), или яккха на языке пали — в индуизме, буддизме и джайнизме — одна из разновидностей природных духов, ассоциируемых с деревьями и выступающих хранителями природных сокровищ. Женская форма — якши или якшини. С одной стороны, якша может быть совершенно безобидным существом, ассоциируемым с лесами и горами, а с другой — подобным ракшасе монстром-людоедом, злым духом или демоном, поедающим путников в лесной глухомани.
Якша выступает рассказчиком в поэме Калидасы «Мегхадута», где он представлен как романтический персонаж, страдающий от разлуки со своей возлюбленной. На контрасте с этим выступает якша в дидактическом индуистском трактате «Якшапрашна» («Вопросы Якши»). Здесь якша представлен опасным людоедом, духом вод, угрожающим жизни героя Юдхиштхиры.
В индийском искусстве якша изображаются либо как грозные воины, либо как толстые гномы, якшини – как красивые, улыбающиеся, круглолицые девушки с большой грудью и бёдрами. В южноиндийском штате Керала якшини изображаются как чародейки-вампиры, иногда схоже с вампироподобными духами ветала.
На Шри-Ланке считаются одним из мифических коренных народов, наряду с нагами, ракшасами и дэвами.